# H4組合
H4組合是中国大陆的一个男子團體，成員包括張翰、俞灝明、魏晨、朱梓驍，於2009年演出「湖南衛視」偶像劇《一起來看流星雨》和《一起又看流星雨》。演出這兩部戲，名氣大增。
因四人身高均在180公分以上，H就代表着「High」；後来四位上訪談節目《最佳現場》時稱他們自己取的组合名稱為 「張俞魏朱」。
2009年8月8日發行了《一起來看流星雨電視原聲帶》，並演唱了主題曲《讓我為你唱首歌》和片頭曲《星空物語》。

## 成員資料
各成員的詳細資料請參閱各成員之頁面。
| 張翰   | Hanz Zhang | 1984年10月6日  |
| 俞灝明 | Ham Yu     | 1987年11月14日 |
| 魏晨   | Vision Wei | 1986年2月22日  |
| 朱梓驍 | Peer Zhu   | 1986年8月13日  |

## 團體作品

### 音樂作品
天娱传媒
| 發行日期   | 合輯名稱                        | 曲目                            |
| ---------- | ------------------------------- | ------------------------------- |
| 2009-08-08 | H4組合 一起來看流星雨電視原聲帶 | 〈讓我為你唱首歌〉 〈星空物語〉 |

### 戲劇作品
- 2009年 湖南衛視《一起來看流星雨》 (飾演 H4)
- 2010年 湖南衛視《一起又看流星雨》 (飾演 H4)

其他作品，詳見於張翰、俞灝明、魏晨、朱梓驍之條目。

### 主持節目
- 2011年 《給力星期天》（由H4組合主持，女主持則由李湘担任。）

（因爆破事件導致H4組合成員中的俞灝明三度灼傷，俞灝明要等身體調養好，再開始主持。）
其他作品，詳見於俞灝明之條目。